# زلوکوو
زلوکوو (به چکی: Zlukov) یک منطقهٔ مسکونی در جمهوری چک است که در شهرستان تابور واقع شده‌است. زلوکوو ۶٫۰۳ کیلومتر مربع مساحت و ۲۴۳ نفر جمعیت دارد و ۴۳۹ متر بالاتر از سطح دریا واقع شده‌است.